# John McDonough (Schiedsrichter)

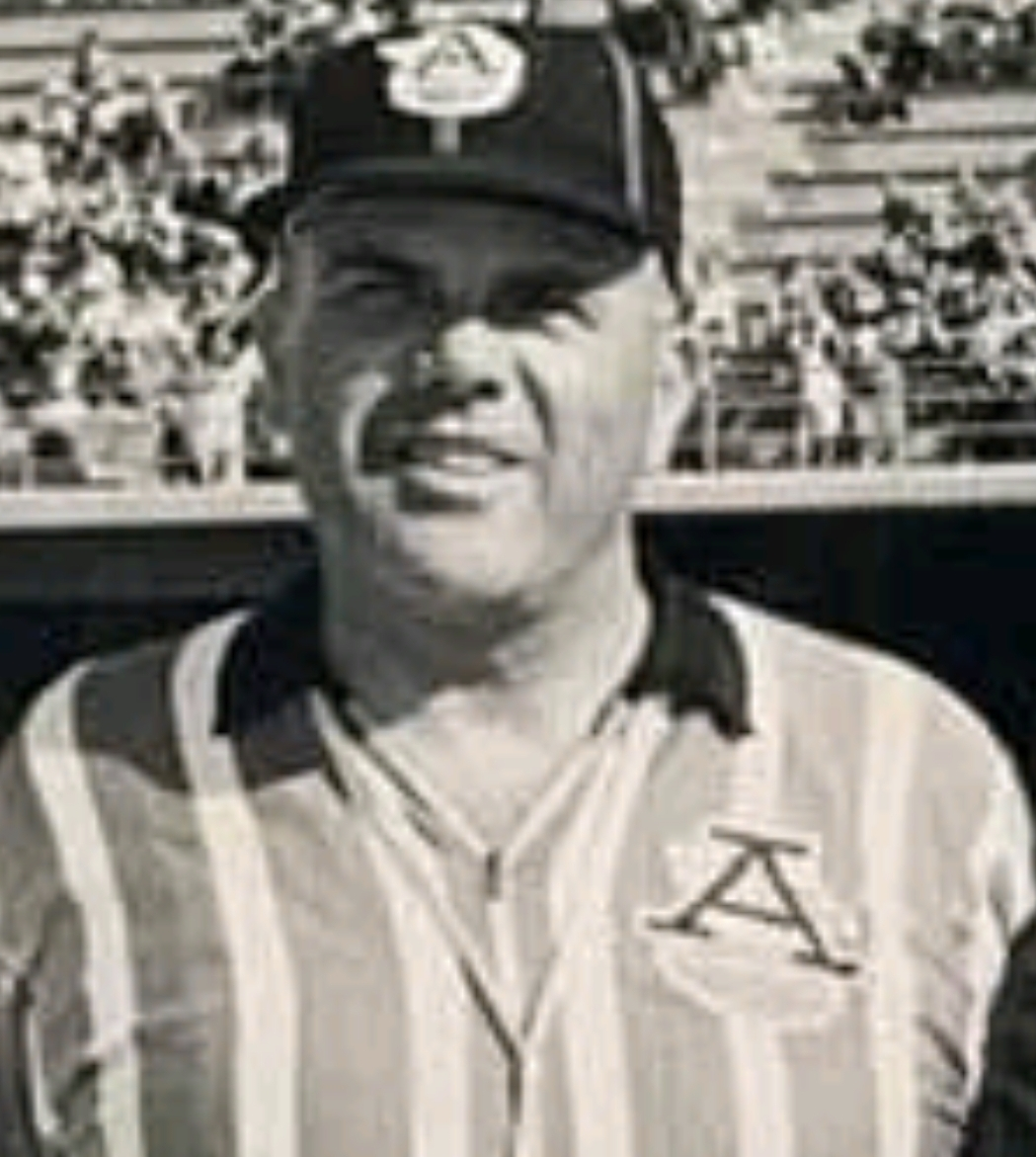
John McDonough

John T. McDonough (* 15. August 1916; † 10. Juli 1978) war ein US-amerikanischer Schiedsrichter im American Football, der in der AFL und der späteren NFL tätig war. Er war Schiedsrichter des AFL-NFL Championship Games im Jahr 1970, welches heute als Super Bowl IV bekannt ist. In der AFL trug er die Uniform mit der Nummer 11.
Er leitete das AFC-Divisional-Play-off-Spiel im Jahr 1971 zwischen den Miami Dolphins und den Kansas City Chiefs, was mit 82 Minuten und 40 Sekunden das bisher längste Spiel in der NFL-Historie ist.